# Horvátország világörökségi helyszínei
Horvátország területéről eddig tíz helyszín került fel a világörökség listájára, tizenöt helyszín a javaslati listán várakozik a felvételre.
| | Dubrovnik óvárosa |
| 1979, kiterjesztés: 1994, kisebb módosítás: 2018 |                   |
| Kulturális (I)(III)(IV) |                   |
| Védett terület: 96,7 ha, puffer zóna: 1 188,6 ha, hivatkozás: 95 |                   |
| Dubrovnik, korábbi nevén Raguza a 13. század óta a Földközi-tenger térségének fontos hatalmi tényezője, a keleti medencével (Levante) folytatott kereskedelem egyik központja volt. Dubrovnik fontos kulturális központ is volt, a horvát nyelv itt fejlődött írott nyelvvé a 15. és a 17. század között. A települést a 7. században alapították és egészen Bizánc 1204-es kifosztásáig a Bizánci Birodalom fennhatósága alatt állt, majd Velencei uralom alá került. 1525-től szabad köztársaság volt egészen 1809-ig, amikor Napóleon elfoglalta Dalmáciát. Az 1990-es években a délszláv háború alatt súlyos károkat szenvedett, az átfogó helyreállítási munkákat az UNESCO segítségével végezték el. A várost a középkorban hat méter vastag és huszonöt méter magas falakkal vették körül. A monumentális kapukon belül található a 11. századi városháza, a 14. századi, de később barokk elemekkel díszített ferences kolostor a hozzá tartozó templommal, a domonkos-kolostor a katedrális, a vámház és Szent Balázs barokk stílusú temploma. A világörökséghez eredetileg csak a falakon belüli terület tartozott, ezt később kibővítették a 15. századi külvárosra is. |                   |

| | Split történelmi műemlékegyüttese Diocletianus palotájával |
| 1979 |                                                            |
| Kulturális (II)(III)(IV) |                                                            |
| Védett terület: 20,8 ha, hivatkozás: 97 |                                                            |
| Split városa Diocletianus római császár i. sz. 293 és 305 között épített palotájáról ismert, ahova az uralkodó lemondása után visszavonult. Az épületegyüttes több mint három hektár területet foglal el, amelyet védőtornyokkal ellátott fal vesz körül. A korai középkorban a város lakói a palota falain belül építkeztek, majd a 13. és 14. században egy gazdasági fellendülés következtében a település a falakon kívül is terjeszkedni kezdett. A 17. század végén egy új védműrendszer alakítottak ki. A jelenleg látható városközpont az ókori palota maradványaiból, számos fontos középkori épületből, a székesegyházból, gótikus, reneszánsz és barokk épületekből áll. A palota legszebb része a nyitott oszlopcsarnok. A székesegyház eredetileg a császár nyolcszögletű mauzóleuma volt, tetejét egykor mozaikdíszítés borította. Figyelemre méltóak fából készült kapuoszlopai és a 13. századi szószék. A székesegyházzal szemben álló eredetileg Jupiternek szentelt templom jelenleg keresztelőkápolnaként funkcionál. A középkori épületek közül kiemelkedik a gótikus bejárattal rendelkező Agubio-palota, valamint a 15. századi Papalic-palota. A város legszebb barokk épülete a 17. századból származó Cindro-palota. |                                                            |

| | Plitvicei-tavak Nemzeti Park |
| 1979, kiterjesztés: 2000 |                              |
| Természeti (VII)(VIII)(IX) |                              |
| Védett terület: 29 630,77 ha, hivatkozás: 98 |                              |
| Az 1949-ben alapított Plitvicei-tavak Nemzeti Park egy hét kilométer hosszan húzódó egymással lépcsős vízesésekkel és zuhatagokkal összekötött tórendszerből áll. A park jellegzetességeit a mészkőrétegek felett folyó vizek alakították mai formájukra. Az évezredek alatt felhalmozódó mésztufából természetes gátak és akadályok képződtek, és ezek a folyamatok ma is zajlanak. A tavak kékeszöld színe az algáknak és a moszatoknak köszönhető. A tavakon átfolyó mésztartalmú víz teraszokat hoz létre, ezek formája folyamatosan változik. A park barnamedvéknek, farkasoknak és számos ritka madárfajnak nyújt menedéket. A területen folytatott ásatások során kiderült, hogy i. e. 1000 körül a környék egy illír törzs otthona volt. A tavak megóvása érdekében a parkot 2000-ben kibővítették és a vízgyűjtő terület további részeit csatolták hozzá. |                              |

| | Euphrasius-bazilika |
| 1997 |                     |
| Kulturális (II)(III)(IV) |                     |
| Hivatkozás: 809 |                     |
| Az Isztriai-félsziget nyugati partján fekvő Poreć bazilikája a 6. században, Euphrasius püspök idejében nyerte el mai formáját. A területen már a 3. században éltek keresztények, de az első komolyabb építkezésre a 4. században került sor, amikor egy kápolnát emeltek Szent Mór, a keresztényüldözések egyik vértanújának sírja fölé. Az 5. század folyamán egy bazilikát építettek erre a helyre és ez bővítették ki a 6. században. A bazilikából, az átriumból, a keresztelőkápolnából és a püspöki palotából álló épületegyüttes a korai keresztény és a bizánci építészet egyik szép példája, de a templomon ezenkívül római hatások is felismerhetők. A 6. században, főleg Justinianus idejében volt a bizánci művészet egyik virágkora, ennek megfelelően a poreči templomot is gazdagon díszítették mozaikokkal, alabástrommal és stukkókkal. Az apszis fennmaradt mozaikja Máriát a Gyermekkel, apostolokat, angyalokat és a templom alapítóját jeleníti meg. A hajókat elvásztó oszlopsorhoz a mai Isztambul közelében bányászták a márványt. Az épületegyüttest a 13. század végén a kanonokok házával bővítették, majd a 16. században a bazilika mellé egy harangtornyot építettek. |                     |

| | Trogir történelmi központja |
| 1997 |                             |
| Kulturális (II)(IV) |                             |
| Védett terület: 6,4 ha, puffer zóna: 4,8 ha, hivatkozás: 810 |                             |
| A dalmát tengerparton fekvő Trogir városát Tragurion néven görög telepesek alapították i. e. 385-ben. Az ókor egyik legfontosabb kikötőjévé fejlődött, alaprajza hellenisztikus mintákat követ. A kis szigeten fekvő település a 6. században bizánci uralom alá került majd a 11. század elejétől horvátok, bosnyákok, magyarok és velenceiek harcoltak érte. A harc velencei győzelemmel végződött és 1420-tól egészen a Velencei Köztársaság bukásáig a fennhatósága alá tartozott. Első virágkorát a római időkben élte, a ma is használatban lévő két főút a cardo és a decumanus között tárták fel az ókori fórum maradványait. A következő nagyobb fellendülés a 13. és 15. század között következett be. Ebből a korból származik a román-gótikus stílusú Szent Lőrinc-katedrális amelynek Radovan mester által 1240-ben készített nyugati kapuja Horvátország egyik legjelentősebb szobrászati emléke. A városháza az óratoronnyal a 15. században épült, és ekkor emelték a Kamerlengo-erődöt is ami már a velencei erődök közé tartozik. Megerősítették a települést védő falakat is és ezek közelében építették fel a legelőkelőbb családok késő gótikus, reneszánsz, illetve barokk polgárházait és palotáit. |                             |

| | Szent Jakab-katedrális Šibenikben |
| 2000 |                                   |
| Kulturális (I)(II)(IV) |                                   |
| Védett terület: 0,1 ha, puffer zóna: 15 ha, hivatkozás: 963 |                                   |
| Šibenik velencei stílusú óvárosának legfontosabb épülete az 1431 és 1535 között emelt Szent Jakab-katedrális, amire észak-itáliai, toscanai és dalmát építészeti hatások keveredése jellemző. Az épület bazilika szerkezetű, kizárólag kőből épült, ezért a boltozat és a kupola kialakításához teljesen egyedi eljárásokat kellett alkalmazni. Alaprajza háromhajós, apszisokkal és a négyezet felett kupolával. A tetőfedéshez kőből faragott „cserepeket” használtak, ezek tökéletes illeszkedését csiszolással érték el. A kupola függőleges cserepeit kőékek tartják a helyükön. A templom építése három szakaszra bontható, az első szakaszban (1431 – 1477) Juraj Dalmatinac irányítása alatt megépültek az oldalhajók a párkányig, a keresztelőkápolna és az apszisok. 1477 után befejezték az oldalhajókat, elkészült a dongaboltozat, a kupola, valamint a nyugati homlokzat. A munkálatokat ekkor Giovanni Fiorentino, Donatello egyik tanítványa felügyelte. Az építkezés utolsó fázisa 1505-ben kezdődött, a katedrális 1535-ben szentelték fel. Stílusa átmenetet képez a gótika és a reneszánsz között, ez díszítésében is megmutatkozik, főleg leghíresebb díszítőelemében a hetvenegy emberfejet ábrázoló kőből faragott frízben. |                                   |

| | A Kárpátok és más európai régiók ősbükkösei |
| Albánia, Ausztria, Belgium, Bosznia-Hercegovina, Bulgária, Csehország, Észak-Macedónia, Franciaország, Horvátország, Lengyelország, Németország, Olaszország, Románia, Svájc, Szlovákia, Szlovénia, Spanyolország és Ukrajna közös világörökségi helyszíne |                                             |
| 2007, kiterjesztés: 2011, 2017 (horvátországi helyszínek), 2021 |                                             |
| Természeti (IX) |                                             |
| Védett terület: 98 125 ha, puffer zóna: 294 716 ha, hivatkozás: 1133 |                                             |
| Ez a határokon átnyúló, többször kiterjesztett helyszín Európa legnagyobb kiterjedésű ősbükköse, jelenleg 18 ország közös világörökségi helyszíne és összesen 94 védett területből áll. Kezdetben az Északkeleti-Kárpátok déli lejtőin, Szlovákia keleti részén és Ukrajnában található védett területhez összesen 10 természetvédelmi körzet tartozott, ezek közül hat Ukrajnában négy pedig Szlovákiában található. Ezek a védett területek egy 185 kilométer hosszú tengelyen fekszenek, tengerszint feletti magasságuk 210 és 1700 méter között váltakozik. A teljes védett övezet eredetileg háromszáz négyzetkilométert foglalt el, majd 2011-ben a helyszínt öt újabb, Németországban található bükkerdővel egészítették ki. A következő kiterjesztés óta, 2017-től a helyszínhez tartoznak mediterrán területek, az Alpok, a Dinári-hegység és a Pireneusok ősbükkösei is. Az utolsó, 2021-es kiterjesztés során bosznia-hercegovinai, csehországi, észak-macedóniai, franciaországi, lengyelországi és svájci bükkösök kerültek a világörökségi listára. Az ősbükkösöben találhatók a világ legmagasabb és legöregebb bükkfái, és megfigyelhető a bükkerdők fejlődésének valamennyi fázisa. A Kárpátokban őshonos bükkfa a Dinári-hegység mellett csak ezeken a területeken vészelte át a jégkorszakot, majd egy rövid, néhány ezer éves időszak alatt elterjedt az egész kontinensen. Az őserdők a bükkfák felbecsülhetetlen értékű genetikai tárházai. A fák mellett található ökoszisztéma magán viseli a jégkorszak utáni élővilág valamennyi jellegzetességét, gazdag növény és állatvilágnak, köztük több védett fajnak nyújt életteret. |                                             |

| | Stari Grad-síkság |
| 2008 |                   |
| Kulturális (II)(III)(V) |                   |
| Védett terület: 1 376,53 ha, puffer zóna: 6 403,13 ha, hivatkozás: 1240 |                   |
| A Hvar sziget nyugati részén elterülő síkság a szomszédos tengerparti városról kapta a nevét, amelyet görög telepesek alapítottak az i. e. 4. században. A város és a síkság egy öböl mellett helyezkedik el, amit már a korai hajósok is kikötőnek használtak. Hamar fontos településsé fejlődött, gazdaságának alapja a jó minőségű termőföldön folytatott mezőgazdaság, főleg a szőlő- és az olajbogyó termesztés volt. A görögök a művelhető területet szabályos telkekre osztották fel, ez a hagyományos földfelosztás 24 évszázadon keresztül szinte érintetlenül fennmaradt, a határjelzések egy része jelenleg is látható. Az esővizet változó méretű tartályokban gyűjtötték. Stari Gradot a rómaiak i. e. 228-ban lerombolták de a régió ennek ellenére, enyhe éghajlatának és stratégiailag fontos fekvésének köszönhetően hamarosan újra jelentős mezőgazdasági területté fejlődött. A várost komoly védelmi rendszerrel vették körül, a pusztítás után falainak csak egyes szakaszai maradtak meg, valamint a falakon kívüli kis kőépületek egy része. A síkság jelenleg természeti rezervátum, de a területet veszélyezteti a modern gazdasági fejlődés, az elnéptelenedés és hagyományos földművelési módoktól való eltávolodás. |                   |

| | Stećak - középkori sírkövek |
| Bosznia-Hercegovina, Horvátország, Montenegró és Szerbia közös világörökségi helyszíne |                             |
| 2016 |                             |
| Kulturális (III)(VI) |                             |
| Védett terület: 49,15 ha, puffer zóna: 324,2 ha, hivatkozás: 1504 |                             |
| A Stećak (többes számban stećci) díszesen faragott sírkő, Európa középkorának egyedi régészeti és történelmi hagyatéka. A világörökségi helyszínhez megközelítőleg 4000 ilyen sírkő tartozik, 28 temetőből. A négy ország területén eddig 3300 helyszínen megközelítőleg 70 000 sírkövet jegyeztek fel. A legkorábbiak a 12. század második felére a legkésőbbiek a 16. századra datálhatók, a legtöbb követ a 14. és a 15. században faragták. Bár szorosan a középkorhoz kötődnek sokkal korábbi, történelem előtti hatások is kimutathatók rajtuk. Formájuk változatos, lehetnek egyszerű kőlapok, dobozszerű vagy nyeregtetővel fedett sírkövek, keresztek, oszlopok. Minőségük nagymértékben függ a kőfaragó technikai felkészültségétől és a megrendelő kívánságaitól. Bár a 16. századtól nem faragtak újabb köveket mégis napjainkig hatnak a környéken élők kultúrájára, történeket kapcsolódnak hozzájuk és hatással vannak a helyi művészekre, festőkre, szobrászokra, költőkre és fényképészekre is. A helyszínhez tartozó valamennyi sírkő eredeti helyén található és viszonylag jó állapotban van, a 28 helyszín kiválasztásakor törekedtek arra, hogy minden jellegzetes formájuk képviselve legyen. A kövek tanulmányozása és dokumentálása a 19. században kezdődött és jelenleg is tart. |                             |

| | 16–17. századi velencei védművek |
| Horvátország, Montenegró és Olaszország közös világörökségi helyszíne |                                  |
| 2017 |                                  |
| Kulturális (III)(IV) |                                  |
| Védett terület: 378,37 ha, puffer zóna: 1 749,62 ha, hivatkozás: 1533 |                                  |
| Horvátország, Montenegró és Olaszország közös világörökségi helyszínéhez összesen 15 védmű tartozik. A védművek egy több mint ezer kilométeres vonalon fekszenek Lombardiától az Adriai-tenger keleti partjáig. Az erődítményrendszer két részre oszlik, a "Stato da Terra" a Velencei Köztársaságot óvta a többi európai állam támadásától, míg a "Stato da Mar" az Adriai-tengertől kelet felé tartó tengeri kereskedelmi útvonalakat és hozzájuk tartozó kikötőket védte. Az erődrendszer a velenceiek fennhatóságát fejezte ki a meghódított területeken és elősegítette a további terjeszkedést. A puskapor használatának elterjedése alapvetően változtatta meg a hadviselési szokásokat, ennek következtében a katonai célú építészetet is ami az úgynevezett "alla modernal" (modern) típusú bástyákkal ellátott erődítmények építésében figyelhető meg. |                                  |